# ベルヴュー駅
ベルヴュー駅(Bahnhof Berlin Bellevue)はベルリンのミッテ区にある鉄道駅。Sバーンの5号線、7号線、75号線の駅である。駅名は、連邦大統領の住居であるベルビュー宮殿 (Schloss Bellevue) にちなんで名づけられた。

## 歴史
1875年に駅の工事が始まり、1882年2月7日、ベルリン市街線開通と同時に現在のSバーンの駅として開業した。ハッケシャー・マルクト駅とともに、開業当初からの姿をとどめる数少ない駅である。駅舎は1987年に重要文化財に指定された。

## 駅周辺
- ベルビュー宮殿
- 大ティアーガルテン
- 戦勝記念塔